# Open Pau-Pyrénées 2023
L'Open Pau-Pyrénées 2023, noto anche come Teréga Open Pau-Pyrénées per ragioni di sponsorizzazione, è stato un torneo maschile di tennis giocato sul cemento indoor. È stata la 5ª edizione del torneo, facente parte della categoria Challenger 125 nell'ambito dell'ATP Challenger Tour 2023. Si è giocato al Palais des Sports di Pau, in Francia, dal 27 febbraio al 5 marzo 2023.

## Partecipanti

### Teste di serie
| Nazionalità | Giocatore          | Ranking* | Testa di serie |
| ----------- | ------------------ | -------- | -------------- |
| Francia     | Arthur Rinderknech | 72       | 1              |
| Francia     | Ugo Humbert        | 85       | 2              |
| Paesi Bassi | Gijs Brouwer       | 116      | 3              |
| Francia     | Arthur Fils        | 118      | 4              |
| Italia      | Raul Brancaccio    | 123      | 5              |
| Italia      | Giulio Zeppieri    | 127      | 6              |
| Belgio      | Zizou Bergs        | 132      | 7              |
| Austria     | Jurij Rodionov     | 134      | 8              |
| Germania    | Jan-Lennard Struff | 136      | 9              |

* Ranking al 20 febbraio 2023.

### Altri partecipanti
I seguenti giocatori hanno ricevuto una wild card per il tabellone principale:
- Gabriel Debru
- Calvin Hemery
- Mark Lajal

I seguenti giocatori sono entrati in tabellone come alternate:
- Antoine Escoffier
- Li Tu
- Kaichi Uchida

I seguenti giocatori sono passati dalle qualificazioni:
- Ugo Blanchet
- Joris De Loore
- Evgenij Donskoj
- Mathias Bourgue
- Bu Yunchaokete
- Valentin Royer

I seguenti giocatori sono entrati in tabellone come lucky loser:
- Dan Added
- Louis Wessels

## Punti e montepremi
| Torneo    | Torneo              | V      | F      | SF    | QF    | 2T    | 1T    | Q | Q2  | Q1  |
| Singolare | Punti               | 125    | 75     | 45    | 25    | 11    | 0     | 5 | 2   | 0   |
| Singolare | Premi in denaro (€) | 19 650 | 11 570 | 6 850 | 3 990 | 2 345 | 1 420 | – | 710 | 355 |
| Doppio    | Punti               | 125    | 75     | 45    | 25    | –     | 0     | – | –   | –   |
| Doppio    | Premi in denaro (€) | 8 420  | 4 900  | 2 940 | 1 750 | –     | 990   | – | –   | –   |

## Campioni

### Singolare
Luca Van Assche ha sconfitto in finale  Ugo Humbert con il punteggio di 7–6(5), 4–6, 7–6(6).

### Doppio
Dan Added /  Albano Olivetti hanno sconfitto in finale  Julian Cash /  Constantin Frantzen con il punteggio di 3–6, 6–1, [10–8].